# IndyCar Series 2005
IndyCar Series 2005 – był dziesiątym sezonem amerykańskiej serii IndyCar Series, który trwał od 6 marca – 17 października 2005 roku. Zwyciężył Brytyjczyk – Dan Wheldon, który zdobył 628 pkt w końcowej klasyfikacji kierowców.

## Kalendarz
| Data            | Wyścig                                                       | Tor                                    | Lokacja        | Pole Position     | Najszybsze okr.  | Najdłużej na prowadzeniu | Zwycięzca         |
| --------------- | ------------------------------------------------------------ | -------------------------------------- | -------------- | ----------------- | ---------------- | ------------------------ | ----------------- |
| 6 marca         | Homestead-Miami Indy 300                                     | Homestead-Miami Speedway (HMS)         | Homestead      | Tomas Scheckter   | Buddy Rice       | Dan Wheldon              | Dan Wheldon       |
| 19 marca        | XM Satellite Radio Indy 200                                  | Phoenix International Raceway (PHX)    | Phoenix        | Bryan Herta       | Dario Franchitti | Dan Wheldon              | Sam Hornish Jr.   |
| 3 kwietnia      | Honda Grand Prix of St. Petersburg                           | Streets of St. Petersburg (STP)        | St. Petersburg | Bryan Herta       | Dario Franchitti | Ryan Briscoe             | Dan Wheldon       |
| 30 kwietnia     | Indy Japan 300                                               | Twin Ring Motegi (MOT)                 | Motegi         | Sam Hornish Jr.   | Dan Wheldon      | Dario Franchitti         | Dan Wheldon       |
| 29 maja         | 89th Indianapolis 500                                        | Indianapolis Motor Speedway (INDY)     | Indiana        | Tony Kanaan       | Tony Kanaan      | Sam Hornish Jr.          | Dan Wheldon       |
| 11 czerwca      | Bombardier Learjet 550                                       | Texas Motor Speedway (TXS)             | Teksas         | Tomas Scheckter   | Tomas Enge       | Tomas Scheckter          | Tomas Scheckter   |
| 25 czerwca      | SunTrust Indy Challenge                                      | Richmond International Raceway (RIR)   | Wirginia       | Sam Hornish Jr.   | Kōsuke Matsuura  | Hélio Castroneves        | Hélio Castroneves |
| 3 lipca         | RoadRunner Turbo Indy 300                                    | Kansas Speedway (KAN)                  | Kansas City    | Danica Patrick    | Ryan Briscoe     | Dan Wheldon              | Tony Kanaan       |
| 16 lipca        | Firestone Indy 200                                           | Nashville Superspeedway (NSH)          | Tennessee      | Tomas Scheckter   | Scott Sharp      | Tony Kanaan              | Dario Franchitti  |
| 24 lipca        | ABC Supply Company A.J. Foyt 225                             | The Milwaukee Mile (MIL)               | Wisconsin      | Sam Hornish Jr.   | Tomas Scheckter  | Sam Hornish Jr.          | Sam Hornish Jr.   |
| 31 lipca        | Firestone Indy 400                                           | Michigan International Speedway (MIS)  | Michigan       | Bryan Herta       | Townsend Bell    | Bryan Herta              | Bryan Herta       |
| 14 sierpnia     | AMBER Alert Portal Indy 300                                  | Kentucky Speedway (KTY)                | Kentucky       | Danica Patrick    | Danica Patrick   | Dan Wheldon              | Scott Sharp       |
| 21 sierpnia     | Honda Indy 225                                               | Pikes Peak International Raceway (PIK) | Pikes Peak     | Hélio Castroneves | Dario Franchitti | Sam Hornish Jr.          | Dan Wheldon       |
| 28 sierpnia     | Peak Antifreeze & Motor Oil Indy Grand Prix of Sonoma County | Infineon Raceway (SNM)                 | Sonoma         | Ryan Briscoe      | Tony Kanaan      | Tony Kanaan              | Tony Kanaan       |
| 11 września     | Peak Antifreeze & Motor Oil Indy 300                         | Chicagoland Speedway (CHI)             | Illinois       | Danica Patrick    | Dario Franchitti | Dan Wheldon              | Dan Wheldon       |
| 25 września     | Camping World Watkins Glen Grand Prix                        | Watkins Glen International (WGL)       | Watkins Glen   | Hélio Castroneves | Scott Dixon      | Scott Dixon              | Scott Dixon       |
| 16 października | Toyota Indy 400                                              | California Speedway (FON)              | Kalifornia     | Dario Franchitti  | Dan Wheldon      | Tomas Scheckter          | Dario Franchitti  |

## Klasyfikacja
| Poz. | Kierowca           | HMS | PHX | STP | MOT | INDY | TXS | RIR | KAN | NSH | MIL | MIS | KTY | PIK | SNM | CHI | WGL | FON | Pkt |
| ---- | ------------------ | --- | --- | --- | --- | ---- | --- | --- | --- | --- | --- | --- | --- | --- | --- | --- | --- | --- | --- |
| 1    | Dan Wheldon        | 1*  | 6*  | 1   | 1   | 1    | 6   | 5   | 2*  | 21  | 5   | 2   | 3*  | 1   | 18  | 1*  | 5   | 6   | 628 |
| 2    | Tony Kanaan        | 3   | 3   | 2   | 6   | 8    | 3   | 19  | 1   | 19* | 4   | 4   | 20  | 3   | 1*  | 5   | 2   | 2   | 548 |
| 3    | Sam Hornish Jr.    | 2   | 1   | 15  | 7   | 23*  | 2   | 18  | 12  | 2   | 1*  | 5   | 7   | 2*  | 17  | 3   | 7   | 5   | 512 |
| 4    | Dario Franchitti   | 22  | 4   | 3   | 17* | 6    | 8   | 2   | 4   | 1   | 2   | 8   | 18  | 7   | 8   | 12  | 3   | 1   | 498 |
| 5    | Scott Sharp        | 13  | 5   | 18  | 2   | 7    | 4   | 17  | 6   | 4   | 10  | 7   | 1   | 9   | 12  | 8   | 9   | 4   | 444 |
| 6    | Hélio Castroneves  | 5   | 2   | 20  | 11  | 9    | 5   | 1*  | 8   | 5   | 16  | 21  | 5   | 4   | 21  | 2   | 12  | 9   | 440 |
| 7    | Vítor Meira        | 4   | 11  | 5   | 15  | 2    | 9   | 20  | 3   | 16  | 9   | 14  | 2   | 5   | 9   | 7   | 18  | 3   | 422 |
| 8    | Bryan Herta        | 14  | 7   | 4   | 5   | 3    | 10  | 8   | 15  | 22  | 6   | 1*  | 19  | 12  | 13  | 14  | 8   | 11  | 397 |
| 9    | Tomas Scheckter    | 11  | 17  | 17  | 10  | 20   | 1*  | 4   | 5   | 17  | 3   | 3   | 21  | 14  | 16  | 4   | 20  | 7*  | 390 |
| 10   | Patrick Carpentier | 7   | 9   | 8   | 13  | 21   | 16  | 3   | 14  | 3   | 7   | 9   | 12  | 10  | 4   | 9   | 10  | 15  | 376 |
| 11   | Alex Barron        | 8   | 13  | 10  | 19  | 13   | 14  | 6   | 13  | 15  | 8   | 11  | 4   | 18  | 3   | 21  | 17  | 14  | 329 |
| 12   | Danica Patrick     | 15  | 15  | 12  | 4   | 4    | 13  | 10  | 9   | 7   | 19  | 20  | 16  | 8   | 20  | 6   | 16  | 18  | 325 |
| 13   | Scott Dixon        | 16  | 12  | 6   | 21  | 24   | 11  | 22  | 18  | 6   | 13  | 19  | 23  | 16  | 7   | 19  | 1*  | 10  | 321 |
| 14   | Kōsuke Matsuura    | 12  | 10  | 13  | 9   | 17   | 7   | 9   | 20  | 14  | 11  | 16  | 8   | 13  | 6   | 23  | 6   | 19  | 320 |
| 15   | Buddy Rice         | 19  | 22  | 7   | 3   |      | 21  | 11  | 10  | 18  | 17  | 22  | 14  | 11  | 2   | 13  | 19  | 12  | 295 |
| 16   | Tomáš Enge         | 21  | 20  | 16  | DNS | 19   | 19  | 7   | 11  | 23  |     |     | 11  | 6   | 5   | 20  | 13  | 8   | 261 |
| 17   | Roger Yasukawa     | 17  | 18  | 11  | 18  | 18   | 15  | 16  | 22  | 11  | 15  | 18  | 17  | 15  | 11  | 15  | 15  | 16  | 246 |
| 18   | Ed Carpenter       | 18  | 16  | 19  | 16  | 11   | 20  | 12  | 17  | 10  | 12  | 23  | 22  | 19  | 15  | 17  | 14  | 20  | 244 |
| 19   | Ryan Briscoe       | 20  | 19  | 14* | 12  | 10   | 12  | 21  | 21  | 8   | DNS | 10  | 13  | 20  | 19  | 22  |     |     | 232 |
| 20   | A.J. Foyt IV       | 9   | 14  | 21  | 14  | 28   | 18  | 14  | 16  | 12  | 21  | 12  | 9   | 21  |     | 11  |     | 21  | 231 |
| 21   | Darren Manning     | 6   | 8   | 9   | 8   | 29   | 17  | 15  | 7   | 20  | 20  |     |     |     |     |     |     |     | 186 |
| 22   | Jimmy Kite         |     |     |     |     | 32   | 22  | 13  | 19  | 13  | 14  | 13  | 10  | 17  |     | 18  |     | 13  | 163 |
| 23   | Buddy Lazier       |     |     |     |     | 5    |     |     |     | 9   | 18  | 6   | 6   |     |     | 10  |     |     | 140 |
| 24   | Jacques Lazier     |     |     |     |     | 16   |     |     |     |     |     | 17  | 15  | DNS |     | 16  |     | 17  | 81  |
| 25   | Jeff Bucknum       |     |     |     | 22  | 22   |     |     |     |     |     |     |     |     | 10  |     | 11  |     | 63  |
| 26   | Giorgio Pantano    |     |     |     |     |      |     |     |     |     |     |     |     |     | 14  |     | 4   |     | 48  |
| 27   | Paul Dana          | 10  | 21  |     | 20  |      |     |     |     |     |     |     |     |     |     |     |     |     | 44  |
| 28   | Sébastien Bourdais |     |     |     |     | 12   |     |     |     |     |     |     |     |     |     |     |     |     | 18  |
| 29   | Adrián Fernández   |     |     |     |     | 14   |     |     |     |     |     |     |     |     |     |     |     |     | 16  |
| 30   | Townsend Bell      |     |     |     |     |      |     |     |     |     |     | 15  |     |     |     |     |     |     | 15  |
| 31   | Felipe Giaffone    |     |     |     |     | 15   |     |     |     |     |     |     |     |     |     |     |     |     | 15  |
| 32   | Thiago Medeiros    |     |     |     |     |      |     |     |     |     |     |     |     |     |     |     |     | DNS | 12  |
| 33   | Richie Hearn       |     |     |     |     | 25   |     |     |     |     |     |     |     |     |     |     |     |     | 10  |
| 34   | Kenny Bräck        |     |     |     |     | 26   |     |     |     |     |     |     |     |     |     |     |     |     | 10  |
| 35   | Jeff Ward          |     |     |     |     | 27   |     |     |     |     |     |     |     |     |     |     |     |     | 10  |
| 36   | Bruno Junqueira    |     |     |     |     | 30   |     |     |     |     |     |     |     |     |     |     |     |     | 10  |
| 37   | Marty Roth         |     |     |     |     | 31   |     |     |     |     |     |     |     |     |     |     |     |     | 10  |
| 38   | Larry Foyt         |     |     |     |     | 33   |     |     |     |     |     |     |     |     |     |     |     |     | 10  |
|      | Arie Luyendyk Jr   |     |     |     |     | DNQ  |     |     |     |     |     |     |     |     |     |     |     |     | 0   |
| Poz. | Kierowca           | HMS | PHX | STP | MOT | INDY | TXS | RIR | KAN | NSH | MIL | MIS | KTY | PIK | SNM | CHI | WGL | FON | Pkt |

| Kolor           | Wynik                        |
| --------------- | ---------------------------- |
| Złoty           | Zwycięzca                    |
| Srebrny         | 2. miejsce                   |
| Brązowy         | 3. miejsce                   |
| Zielony         | 4. i 5. miejsce              |
| Jasnoniebieski  | Miejsca 6-10                 |
| Ciemnoniebieski | Ukończył(a) (Poza Top 10)    |
| Fioletowy       | Nie ukończył (Wyp.)          |
| Czerwony        | Nie zakwalifikował się (DNQ) |
| Brunatny        | Zrezygnował z wyścigu (Wth)  |
| Czarny          | Dyskwalifikacja (DSQ)        |
| Biały           | Nie wystartował (DNS)        |
| Pusty           | Nie uczestniczył (DNP)       |
| Pusty           | W ogóle nie brał udziału     |

| Legenda            |                                  |
| Pogrubiona         | Pole position                    |
| Kursywa            | Najszybsze okr.                  |
| *                  | Najdłużej na prowadzeniu (3 pkt) |
| Rookie of the Year |                                  |
| Rookie             |                                  |

| Kolor           | Wynik                        |
| --------------- | ---------------------------- |
| Złoty           | Zwycięzca                    |
| Srebrny         | 2. miejsce                   |
| Brązowy         | 3. miejsce                   |
| Zielony         | 4. i 5. miejsce              |
| Jasnoniebieski  | Miejsca 6-10                 |
| Ciemnoniebieski | Ukończył(a) (Poza Top 10)    |
| Fioletowy       | Nie ukończył (Wyp.)          |
| Czerwony        | Nie zakwalifikował się (DNQ) |
| Brunatny        | Zrezygnował z wyścigu (Wth)  |
| Czarny          | Dyskwalifikacja (DSQ)        |
| Biały           | Nie wystartował (DNS)        |
| Pusty           | Nie uczestniczył (DNP)       |
| Pusty           | W ogóle nie brał udziału     |

| Legenda            |                                  |
| Pogrubiona         | Pole position                    |
| Kursywa            | Najszybsze okr.                  |
| *                  | Najdłużej na prowadzeniu (3 pkt) |
| Rookie of the Year |                                  |
| Rookie             |                                  |

Po każdym wyścigu występowała następująca punktacja:
| Poz. | 1  | 2  | 3  | 4  | 5  | 6  | 7  | 8  | 9  | 10 | 11 | 12 | 13 | 14 | 15 | 16 | 17 | 18 | 19 | 20 | 21 | 22 | 23 | 24 | 25 | 26 | 27 | 28 | 29 | 30 | 31 | 32 | 33 | DNS |
| ---- | -- | -- | -- | -- | -- | -- | -- | -- | -- | -- | -- | -- | -- | -- | -- | -- | -- | -- | -- | -- | -- | -- | -- | -- | -- | -- | -- | -- | -- | -- | -- | -- | -- | --- |
| Pkt  | 50 | 40 | 35 | 32 | 30 | 28 | 26 | 24 | 22 | 20 | 19 | 18 | 17 | 16 | 15 | 14 | 13 | 12 | 12 | 12 | 12 | 12 | 12 | 12 | 10 | 10 | 10 | 10 | 10 | 10 | 10 | 10 | 10 | 12  |

## Producenci silników
| Poz. | Producent | Pkt | Strata |
| ---- | --------- | --- | ------ |
| 1    | Honda     | 153 | Lider  |
| 2    | Toyota    | 125 | -28    |
| 3    | Chevrolet | 96  | -57    |

## Producenci podwozia
| Poz. | Producent | Pkt | Strata |
| ---- | --------- | --- | ------ |
| 1    | Dallara   | 164 | Lider  |
| 2    | Panoz     | 125 | -39    |